# Warcq, Ardennes

Warcq este o comună în departamentul Ardennes din nordul Franței. În 1 ianuarie 2022 avea o populație de 1.280 de locuitori.